# 刑部尚书
刑部尚书，中国古代官职，主要负责司法和牢狱，雅稱為大司寇、秋官卿。

## 沿革
中国古代官署刑部的主官。刑部尚书的官职最早出现于隋五省六曹制，後來的明、清两代沿袭此制。
唐高宗龍朔二年（662年），改為司刑太常伯。咸亨元年（670年），復為刑部尚書。光宅元年（684年），改為秋官尚書。神龍元年（705年），復為刑部尚書。天寶十一載（752年），改為憲部尚書。至德二載（757年），復為刑部尚書。
在清时，由于统治者是来自山海关外的满族人，所以为了维护满族的统治地位，清初各部主官均为满人。顺治五年（1648年），清世祖在六部改设两位主官，满汉各一。刑部也由此首次迎来两位尚书，称“刑部满尚书”和“刑部汉尚书”。名义上，二者在行使职权时不分级别高低，完全平等，皆為從一品高官。然而由于满人在整个社会处于统治地位，所以部内权力基本上掌握在满尚书手中。
清光绪三十二年（1906年），清政府宣布“仿行宪政”，改刑部为“法部”，“刑部尚书”之职正式从中国历史上消失。

## 刑部尚書名人

### 唐朝
高祖
萧造
皇甫无逸
窦诞
刘政会
沈叔安
屈突通
郑善果
太宗
郑善果
李靖
韩仲良
李道宗
刘德威
韦挺
张亮
高宗
张行成
唐临
长孙祥
刘祥道
源直心
李乾祐
卢承庆
武后
裴居道
李崇晦
张楚金
袁智弘
娄师德
豆卢钦望
杜景俭
邓恽
李怀远
韦安石
中宗
韦安石
祝钦明
韦巨源
裴谈
睿宗
岑羲
杨元琰
萧至忠
郭元振
玄宗
郭元振
李日知
赵彦昭
薛谦光
李乂
宋璟
王志愔
陆象先
韦抗
卢从愿
崔隐甫
崔琳
李适之
裴敦复
韦坚
萧炅
张均
苗晋卿
肃宗
李巨
李麟
颜真卿
李齐物
王玙
代宗
房琯
颜真卿
路嗣恭
蒋涣
王昂
崔挹
徐坚
德宗
关播
李勉
刘滋
王锷
顺宗
高郢
宪宗
郑元
李鄘
赵宗儒
张弘靖
权德舆
王播
李愿
穆宗
郭钊
王播
李逊
崔植
段文昌
敬宗
段文昌
文宗
柳公绰
崔弘礼
韦弘景
殷侑
高瑀
郑覃
王源中
郑澣
崔珙
武宗
崔珙
杨汝士
崔元式
宣宗
崔元式
白敏中
周墀
李玭
韦损
崔璪
蒋系
柳仲郢
懿宗
夏侯孜
蒋伸
徐商
李福
杨收
路岩
刘瞻
王铎
僖宗
刘瞻
郑从谠
崔彦昭
卢携
牛蔚
李当
孔纬
裴瓒
昭宗
郑延昌
崔凝
张祎
杨授
裴贽
长孙凝
郑元规
昭宣帝
张祎
裴迪